# 棚橋志行
棚橋 志行（たなはし しこう、1960年 - ）は、日本の翻訳家（英米文学）。
三重県生まれ。東京外国語大学英米語学科卒業。

## 翻訳
- 『スパーキー! 敗者からの教訓』（スパーキー・アンダーソン,ダン・イーウォルド、NTT出版） 1991年11月
- 『サム・ウォルトン シアーズを抜き去ったウォルマートの創業者 』（ヴァンス・H・トリンブル、NTT出版） 1991年11月
- 『ウッドストック伝説 甦る“愛と平和"の'60年代』 （ジャック・カリー、NTT出版） 1992年9月
- 『マリリン・モンロー 最後の17週』（ピーター・ハリー・ブラウン,パティ・B・バーラム、文藝春秋） 1993年6月
- 『バーンスタインの生涯』 （ハンフリー・バートン、福武書店） 1994年7月
- 『球場へいこう ロジャー・エンジェル集2』（ロジャー・エンジェル、東京書籍、アメリカ・コラムニスト全集） 1994年10月
- 『ニューヨーク・デッド』（スチュアート・ウッズ、文春文庫） 1994年6月
- 『レッド・スクエア』（マーティン・クルーズ・スミス、福武書店） 1994年12月
- 『最終戦争』（エリック・L・ハリー、青木栄一共訳、二見文庫） 1995年8月
- 『交渉術 任天堂、大リーグを買う』（ラリー・クランプ、文藝春秋） 1995年2月
- 『暴走特急』（J・F・ロートン,スティーヴン・オールドリッジ、扶桑社） 1995年11月
- 『引き裂かれた都市』 （ジョン・T・レスクワ、扶桑社ミステリー） 1996年12月
- 『欲望の虎』（ジョン・トレンヘイル、福武文庫） 1996年4月
- 『セブン』（アンソニー・ブルーノ、二見文庫） 1996年1月
- 『緋の女 スカーレット・ウーマン』 （J・D・クリスティリアン、扶桑社ミステリー） 1997年12月
- 『サイバー戦争』（エリック・L・ハリー、二見文庫） 1998年7月
- 『全面戦争』（エリック・L・ハリー、二見文庫） 1998年4月
- 『朝鮮半島炎上』 （ジョン・アンタル、二見文庫） 1999年7月
- 『モスクワ、2015年』（ドナルド・ジェイムズ、扶桑社ミステリー） 1999年2月
- 『凶運を語る女』（ドナルド・ジェイムズ、扶桑社ミステリー） 2001年7月
- 『殺人者の陳列棚』（ダグラス・プレストン,リンカーン・チャイルド、二見文庫） 2003年8月
- 『殺人豪速球』 （デイヴィッド・フェレル、二見文庫） 2003年10月
- 『アフガン・決死の潜入作戦』（マイクル・サラザー、扶桑社ミステリー） 2004年4月
- 『ロシアの超兵器を破壊せよ』（マイクル・サラザー、扶桑社ミステリー） 2004年12月
- 『北朝鮮最終決戦』（ハンフリー・ホークスリー、二見文庫） 2005年5月
- 『究極のライフル ハイパーショット』（トレヴァー・スコット、扶桑社ミステリー） 2005年8月
- 『影の爆殺魔』（テッド・デッカー、扶桑社ミステリー） 2006年1月
- 『レッド・ハンド』（スティーヴン・ウッドワース、ソフトバンククリエイティブ、SB文庫） 2006年10月
- 『U307を雷撃せよ』（ジェフ・エドワーズ、文春文庫） 2007年7月
- 『最新鋭機を狙え』（トレヴァー・スコット、扶桑社ミステリー） 2007年10月
- 『合衆国再生 大いなる希望を抱いて』 （バラク・オバマ、楓書店） 2007年12月
- 『アレクサンダーの暗号』（ウィル・アダムズ、二見文庫） 2008年10月
- 『揺さぶり』（マイク・ハリソン、ヴィレッジブックス） 2008年5月
- 『チェンジ 合衆国再生に向けた政策プランの全貌』 （バラク・オバマ,オバマ・フォー・アメリカ、楓書店） 2009年2月
- 『暗号名ゴースト』（アレックス・ベレンスン、ランダムハウス講談社） 2009年6月
- 『スパルタの黄金を探せ! 』（クライブ・カッスラー,グラント・ブラックウッド、ソフトバンク文庫） 2010年3月
- 『原潜デルタ3を撃沈せよ』（ジェフ・エドワーズ、文春文庫） 2010年3月
- 『今、世界で本当に起こっていること 現代でもっとも刺激的な環境問題 』（トーマス・M・コスティジェン、楓書店） 2010年8月
- ジョシュ・グロス『アリ対猪木 アメリカから見た世界格闘史の特異点』柳澤健（監訳）（第1版）、亜紀書房、2017年7月12日（原著2016年6月21日）。ISBN 978-4-7505-1510-6。

### スチュアート・カミンスキー
- 『冬の裁き 刑事エイブ・リーバーマン』（スチュアート・カミンスキー、扶桑社ミステリー） 1998年3月
- 『愚者たちの街 刑事エイブ・リーバーマン』（スチュアート・カミンスキー、扶桑社ミステリー） 1999年6月
- 『裏切りの銃弾 刑事エイブ・リーバーマン』（スチュアート・カミンスキー、扶桑社ミステリー） 2000年2月
- 『人間たちの絆 刑事エイブ・リーバーマン』（スチュアート・カミンスキー、扶桑社ミステリー） 2002年4月
- 『憎しみの連鎖 刑事エイブ・リーバーマン』（スチュアート・カミンスキー、扶桑社ミステリー） 2003年

### トム・クランシー、マーチン・グリーンバーグ
- 『千年紀の墓標』（トム・クランシー,マーチン・グリーンバーグ、二見文庫） 1999年12月
- 『南シナ海緊急出撃』（トム・クランシー,マーティン・グリーンバーグ、二見文庫） 2000年7月
- 『謀略のパルス』（トム・クランシー,マーティン・グリーンバーグ、二見文庫） 2000年12月
- 『細菌テロを討て!』（トム・クランシー,マーティン・グリーンバーグ、二見文庫） 2001年11月
- 『死の極寒戦線』（トム・クランシー,マーティン・グリーンバーグ、二見文庫） 2002年8月
- 『謀殺プログラム』（トム・クランシー,マーティン・グリーンバーグ、二見文庫） 2003年5月
- 『殺戮兵器を追え』（トム・クランシー,マーティン・グリーンバーグ、二見文庫） 2004年10月
- 『石油密輸ルート』（トム・クランシー,マーティン・グリーンバーグ、二見文庫） 2005年12月

| スタブアイコン | サブスタブ | この項目は、まだ閲覧者の調べものの参照としては役立たない、文人（小説家・詩人・歌人・俳人・作詞家・作家・放送作家・随筆家（コラムニスト）・文芸評論家）に関連した書きかけの項目です。この項目を加筆・訂正などしてくださる協力者を求めています（P:文学/PJ:作家）。 |